# Les Aventures de Jo, Zette et Jocko
Pour les articles homonymes, voir Jo, Zette et Jocko.
Les Aventures de Jo, Zette et Jocko est une série de bande dessinée jeunesse créée par Hergé en 1936 pour Cœurs vaillants, premier hebdomadaire français à publier Les Aventures de Tintin. 
Deux récits paraissent jusqu'en 1939 : Le Rayon du mystère (repris dans les albums Le Manitoba ne répond plus et L'Éruption du Karamako) et Le Stratonef H. 22 (Le Testament de M. Pump et Destination New-York). 
La publication d'une troisième aventure, Jo et Zette au pays du Maharadjah, s'interrompt en 1939 pour reprendre sous le titre La Vallée des cobras dans Le Journal Tintin de 1953 à 1954.

## Protagonistes
Il s'agit d'un frère et d'une sœur, Jo et Zette, cette dernière âgée de onze ans et mesurant 1 mètre 27 (révélé dans Le Testament de M. Pump) et de leur singe Jocko. Ils vivent en famille avec leur mère et leur père, l'ingénieur Jacques Legrand.
Jo est toujours habillé avec un polo rouge et une culotte courte noire (de coupe Bermuda), et Zette avec une robe courte bleue (initialement rouge dans Coeurs Vaillants, Le Petit Vingtième et Tintin) à bretelles, sur une « blouse » blanche. Ses cheveux noirs, séparés par une raie au milieu, sont noués de chaque côté par un ruban rouge (formant nœuds, façon fleur d'hibiscus). 
Jocko est un chimpanzé apprivoisé, qui les accompagne librement. Très intelligent, il lui arrive de soliloquer comme Milou, mais il ne parle pas aux humains.
Le père des deux enfants est ingénieur, sans doute généraliste, car ses compétences sont multiples. Dans Le Rayon du mystère il est simplement « ingénieur ». Mais dans les versions album du diptyque Le « Manitoba » ne répond plus - L'Éruption du Karamako et dans Le Stratonef H.22, il est ingénieur aéronautique et employé à la S.A.C.A. (Société Anonyme de Construction Aéronautique),; inspirée de la SABCA à Haren juste à côté du premier aérodrome de Bruxelles (Haren-Evere). Sa réalisation la plus notable dans ce domaine est l'avion stratosphérique Stratonef H.22, un monomoteur - un motopropulseur à explosions et compresseurs - à hélice. La forme de cet appareil est probablement inspirée du Caudron C.460 Rafale,, ou peut-être du Gee Bee R-1 d'un aspect similaire, mais plus ventru ; mais des avions de la SABCA à Haren ou de la firme Renard à Evere sont aussi très proches. Dans La Vallée des cobras, M. Legrand est ingénieur du génie civil puisque dans son chalet de Vargèse il travaille à la réalisation d'un pont suspendu et qu'il est engagé pour en construire un autre au Gopal. Cependant ses connaissances scientifiques ou techniques ne sont pas ses seuls atouts pour l'aider à sortir ses enfants (et leur singe) des mauvais pas dans lesquels ils se trouvent.
Ces histoires mêlent de l'aventure, de l'espionnage et de la science-fiction.

## Analyse
La particularité des aventures de Jo et Zette Legrand réside dans le fait qu'il s'agit d'une action se situant dans le cadre d'une vraie famille avec des personnages ayant un prénom et un nom. On est donc, de ce point de vue, loin de Tintin (du même auteur) qui, lui, n'a pas de parents connus. La présence d'une famille conforme à un modèle chrétien était souhaitée par l'abbé Gaston Courtois, directeur du journal Cœurs vaillants.
Ces deux enfants ne sont cependant jamais présentés dans un cadre scolaire. Les longues absences de leur domicile, même à Vargèse ou au Gopal, ne semblent pas avoir d'incidence sur leur scolarité. La continuité de cette dernière est peut-être assurée (au foyer) par leur mère.
Hergé a déploré avec humour la contrainte narratologique que lui infligeait parfois la représentation de l'inquiétude impuissante des parents Legrand pendant les aventures de leurs enfants.
On trouve dans ces aventures l'expression de sentiments affectifs dans la fratrie et un rôle classique dévolu aux personnages du père et de la mère. De même y trouve-t-on l'archétype des attitudes masculines et féminines, tant chez les enfants que chez leurs parents. Là encore c'est à la différence des aventures de Tintin, qui évolue dans un monde quasiment sans femmes. Si les enfants vivent des aventures peu ordinaires et parfois loin de leurs parents, ils restent néanmoins dépendants de l'intervention d'adultes pour les sauver. Ils ne possèdent pas de pouvoirs particuliers, mais usent de leur seule intelligence et de leur grande volonté pour se sortir de mauvais pas. Cela fait d'eux des personnages très réalistes et proches de leurs lecteurs[réf. nécessaire].

## Albums
La série comporte cinq tomes :
- Le Rayon du mystère, pré-publié de 1936 à 1937
  - Le Manitoba ne répond plus, 1952,  (ISBN 2-203-31103-7)
  - L'Éruption du Karamako, 1952,  (ISBN 2-203-31104-5)

Un savant utilise ses inventions pour pirater les navires en haute mer. Jo et Zette vont être ses prisonniers et tenteront de s'évader de son repaire sous-marin.
- Le Stratonef H. 22, pré-publié de 1937 à 1939
  - Le Testament de M. Pump, 1951,  (ISBN 2-203-31101-0)
  - Destination New-York, 1951,  (ISBN 2-203-31102-9)

Les neveux d'un milliardaire dépossédés par leur oncle de leur héritage immédiat tentent, pour en bénéficier tout de même, de faire échouer un raid aéronautique « Paris-New York ». Le concepteur de l'appareil qu'ils cherchent à saboter est le père des jeunes héros ; lesquels, à ses commandes, vont finalement accomplir (un peu malgré eux) cet exploit.
- Jo et Zette au pays du Maharadjah, pré-publié en 1939 (inachevé) et 1953-1954
  - La Vallée des cobras, 1957,  (ISBN 2-203-31105-3)

Parents et enfants se retrouvent en Inde pour construire un pont à la demande du maharadjah de Gopal, rencontré dans une station de ski savoyarde. Cette réalisation ne plaît pas à tout le monde sur place (y sont hostiles notamment le chef du gouvernement régional et un fakir hindou), et le chantier en est menacé. On peut noter que dans les Aventures de Tintin et Milou, Bianca Castafiore cite plusieurs fois le Maharadjah de Gopal comme une de ses connaissances.
- Le Thermozéro (inachevé)

Au cours des années 1960, Hergé chargea Bob de Moor de convertir le scénario de Tintin et le Thermozéro en une aventure de Jo, Zette et Jocko. Bob de Moor dut abandonner cette adaptation avant terme pour se consacrer à la modernisation de L'Île Noire.

## Perception
Au sujet de cette série il est quelquefois évoqué un relatif échec. En comparaison du succès de Tintin, c'est sans doute exact — il faut toutefois prendre en compte que la popularité du petit reporter est hors-norme. Au-delà des comparaisons intempestives, les albums de Jo et Zette connaissent une carrière de plus de soixante ans et sont régulièrement réédités. En 2003 les albums en français cumulaient un total de ventes de trois millions d'exemplaires.